# پوشوینتنه (شهرستان وووومین)
پوشوینتنه (به لاتین: Poświętne) یک روستا در لهستان است که در گمینا پوشوینتنه (استان ماسوویان) واقع شده‌است. پوشوینتنه ۲۹۰ نفر جمعیت دارد.